# Palnatoke
Palnatoke (em nórdico antigo Pálnatóke) foi um caudilho víquingue dinamarquês do século X. 
Segundo a Saga do Viquingue de Jomsburgo do século XIII, Palnatoke seria filho de Palner e sobrinho de Åke. O rei Haroldo Dente-Azul teria mandado matar Åke por este querer casar com Ingeborg. Mas esta acabou por casar com Palner, tendo eles tido Palnatoke como filho. Mais tarde, rebenta uma guerra civil na Dinamarca, e Palnatoke mata Haroldo Dente-Azul, entristecendo o filho deste, Sueno Barba Bifurcada. Palnatoke vai para o mar com uma frota de 40 navios, e funda a lendária fortaleza de Jomsburgo, na costa sul do Báltico, onde se estabelece, e acaba por morrer.